# مايك سميث (موسيقي)
مايك سميث (بالإنجليزية: Mike Smith)‏ هو موسيقي وعازف قيثارة أمريكي، ولد في 11 أكتوبر 1973 في ميدل ريفر في الولايات المتحدة.

## وصلات خارجية
- مايك سميث على موقع ميوزك برينز (الإنجليزية)
- مايك سميث على موقع أول ميوزيك (الإنجليزية)
- مايك سميث على موقع أول ميوزيك (الإنجليزية)
- مايك سميث على موقع ديسكوغز (الإنجليزية)